# Musée des bâtiments résidentiels du Néolithique de Stara Zagora
Le Musée des bâtiments résidentiels du Néolithique de Stara Zagora (en bulgare, Музей „Неолитни жилища“) est situé à Stara Zagora, dans l'oblast de Stara Zagora en Bulgarie.

## Histoire
Les deux maisons du Néolithique datées du VIe millénaire avant J.-C. ont été détruites lors d'un incendie, ce qui a contribué à leur préservation jusqu'à leur découverte en 1968.
Le musée est ouvert en 1979 et est installé sur l'emplacement des maisons. Il dépend du Musée historique régional de Stara Zagora.

## Collections
- Poids de fronde
- Outils
- Poteries
- Instrument de musique de type Darbouka

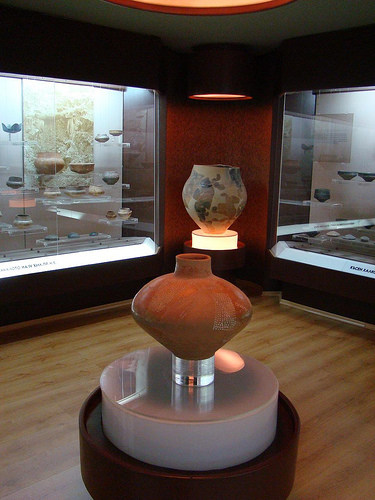
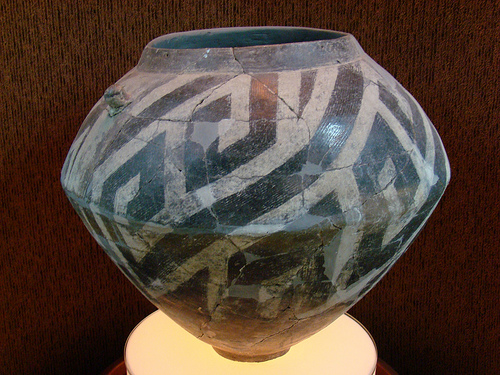

- Idoles
- Maquettes de maisons néolithiques